# سیمونا ایتسو
سیمونا ایتسو (ایتالیایی: Simona Izzo؛ زادهٔ ۲۲ آوریل ۱۹۵۳) بازیگر، صداپیشه، کارگردان فیلم و فیلم‌نامه‌نویس اهل ایتالیا است.
از فیلم‌هایی که وی در آن نقش داشته‌است، می‌توان به اولترا، اتاق‌خواب‌ها و نامزد اشاره کرد.